# حسام اللواتي
حسام اللواتي (بالإنجليزية: Houssem Louati)‏ (مواليد 12 مايو 1992 في تونس لاعب كرة قدم تونسي يجيد اللعب في خط الوسط.

## روابط خارجية
- حسام اللواتي على موقع قاعدة بيانات كرة القدم.إي يو (الإنجليزية)
- حسام اللواتي على موقع Soccerway.com (الإنجليزية)
- حسام اللواتي على موقع كووورة